# William Paget (6e baron Paget)
William Paget, 6e baron Paget (10 février 1637 - 26 février 1713) est un pair et ambassadeur anglais. 

## Biographie
Il est ambassadeur d'Angleterre à Vienne entre 1689 et 1692. Nommé ambassadeur auprès de l'empire ottoman à Constantinople en juin 1692, les instructions royales lui arrivent le 5 septembre. Il quitte l'Angleterre une semaine plus tard. Il voyage via Vienne, qu'il quitte le 12 décembre, pour arriver à Andrinople le 30 janvier 1693. Il atteint finalement Constantinople en juillet. Paget demande à être rappelé en 1697, période au cours de laquelle il est au centre des négociations du Traité de Karlowitz entre Ottomans et Habsbourg . Son cousin, le poète Aaron Hill, lui rend visite à Constantinople. Il rentre finalement en mai 1702. 
Il possède des domaines considérables dans le Staffordshire, en particulier autour de Burton upon Trent. En 1699, il obtient une loi du Parlement pour prolonger la navigation sur la rivière Trent de Nottingham à Burton, mais rien n'est fait immédiatement. En 1711, Lord Paget cède ses droits à George Hayne, qui entreprend des travaux d’amélioration, ouvrant rapidement la rivière à Burton et stimulant l’exportation de la Burton Ale .
Il est le père d'Henry Paget, futur comte d'Uxbridge.